# Ceratinopsis swanea
Ceratinopsis swanea är en spindelart som beskrevs av Chamberlin och Ivie 1944. Ceratinopsis swanea ingår i släktet Ceratinopsis och familjen täckvävarspindlar. Inga underarter finns listade i Catalogue of Life.